# Henry Stephens Salt
Henry Stephens Salt (ur. 20 września 1851, zm. 19 kwietnia 1939 w Brighton) – angielski pisarz i reformator społeczny w dziedzinie więzień, szkół, instytucji gospodarczych i traktowania zwierząt.
Był wegetarianinem ze względów etycznych, przeciwnikiem wiwisekcji, pacyfistą, był znany także jako krytyk literacki, biograf i przyrodnik. Jest autorem prawie 40 książek. Napisał m.in. esej „Prawa zwierząt a postęp społeczny” (Animals’ Rights: Considered in Relation to Social Progress), który wydano w 1892 roku. Był jednym z pierwszych obrońców praw zwierząt.
Polskie tłumaczenie eseju „Prawa zwierząt a postęp społeczny” zostało wydane przez Fundację „dzień dobry! kolektyw kultury” w 2020 roku.